# Heidi Wagner-Kerkhof
Heidi Wagner-Kerkhof (* 31. Mai 1945 in Spremberg, Niederlausitz) ist eine deutsche Bildhauerin, Medailleurin und Grafikerin.

## Leben

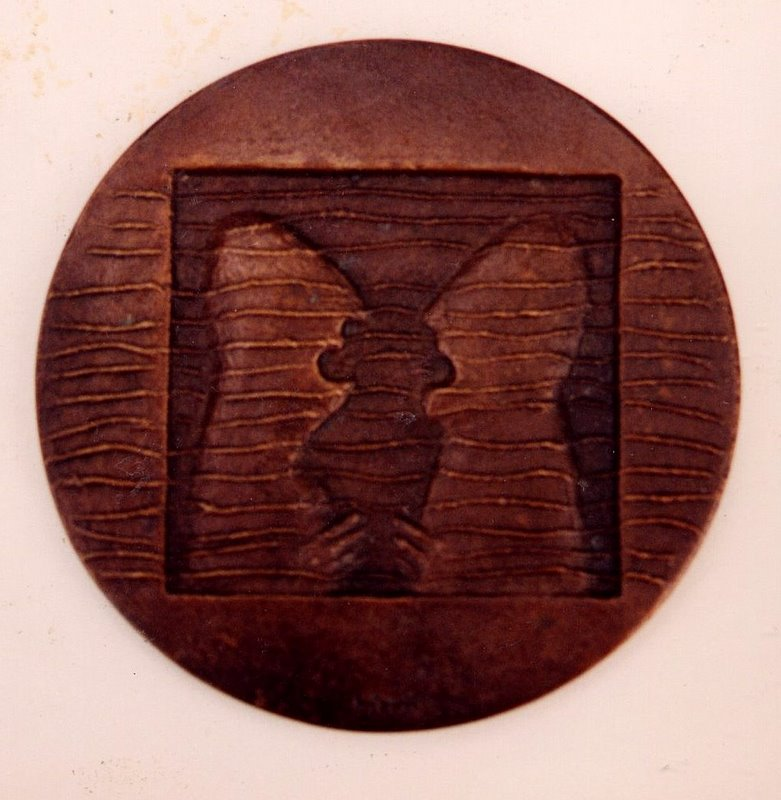
Bronzemedaille „Dialog“, 1995, Durchmesser 8,5 cm

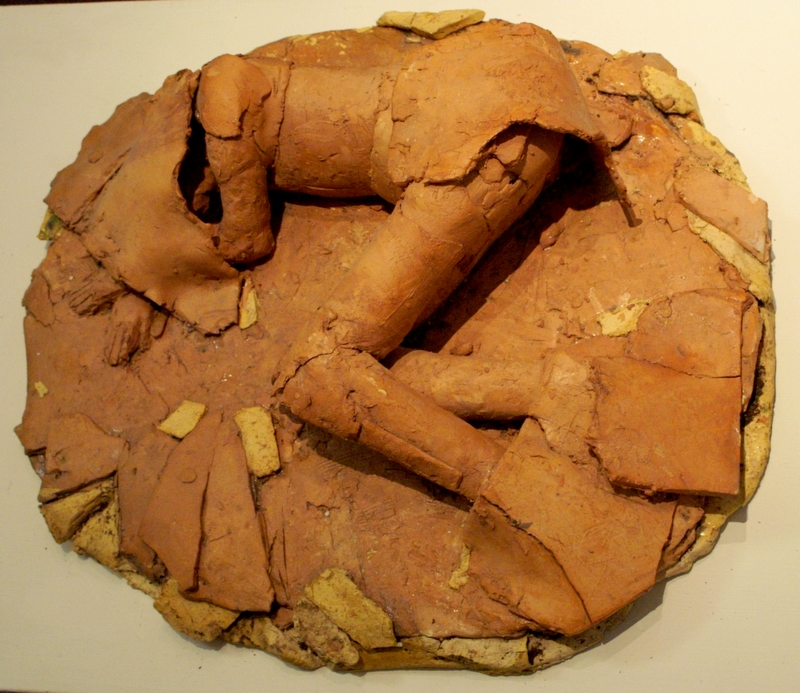
Terrakotta „Wie man sich bettet“, 1993, Durchmesser: 75 cm; 100 cm wenn es als Teil eines Objekts auf Erde ausgestellt wird

Heidi Wagner-Kerkhof beende 1963 die Erweiterte Oberschule mit dem Abitur und der Facharbeiter-Qualifikation als Elektromonteurin. Ab 1965 machte sie ein Design-Studium an der Kunsthochschule Burg Giebichenstein in Halle (Saale) und schloss dieses 1971 mit Diplom ab. Ihre Lehrer waren Paul Jung (* 1936), Gerhard Lichtenfeld, Meinolf Splett und Lothar Zitzmann. Sodann arbeitete sie drei Jahre lang als Designerin. 1975 wandte sie sich der plastischen Gestaltung zu und studierte von 1975 bis 1978 Bildhauerei bei Lichtenfeld, der auch die Hallesche Medaillenschule weiterführte, die bis heute in der 4. und 5. Schüler-Generation noch tätig ist.
Heidi Wagner-Kerkhof war von 1968 bis zu dessen Tod im Jahr 2010 mit dem Maler und Grafiker Hannes H. Wagner verheiratet. Sie haben eine Tochter, die Mezzosopranistin Anja Daniela Wagner. Von 1990 bis 2000 lebte das Künstlerehepaar in Hohen Neuendorf bei Berlin, im Jahr 2000 kehrten sie nach Halle (Saale) zurück, zusätzlich hatte sie von 1999 bis 2012 ein Atelier im Künstlerhof Frohnau in Nord-Berlin.
Sie war bis 1990 Mitglied des Verbands Bildender Künstler der DDR und 1994  Mitgründerin des Kunstvereins „Centre Bagatelle“ in Berlin-Frohnau. Ab 2007 war sie Herausgeberin der satirischen und aphoristischen Schriften des Hannes H. Wagner in der Edition Menschhausen.

## Wirken
Heidi Wagner-Kerkhof bevorzugt den Bronzeguss und die aufgebaute Terrakotta, arbeitet aber auch mit anderen Materialien und kombiniert diese. Der Burg-Tradition folgend sind ihre Arbeiten anfangs figurativ. Später versucht sie, das Figurative auf assoziative Zeichen zu verknappen, wie z. B. bei dem Denkmal in Hennigsdorf. Ein großer Teil ihrer Arbeit ist der Gestaltung von Kunstmedaillen und Kleinreliefs gewidmet.
Mit fünf anderen Medailleuren (Bernd Göbel, Carsten Theumer, Christoph Weihe, Maya Graber, Marcus Golter) aus Halle (Saale) erarbeitete sie die Silberprägung zu Ehren der 1200-Jahr-Feier der Stadt Halle, die Medaille Sterne für Halle, Silber, Breite 172 mm, Höhe 160 mm. Diese Arbeit wurde 2006 bei der erstmaligen Verleihung des Deutschen Medailleurpreises „Johann Veit Döll“ von der Deutschen Gesellschaft für Medaillenkunst (DGMK) unter die „zehn besten zeitgenössischen Medaillen“ des Jahres gewählt. Die Medaille ist auch im deutschen Beitrag zur Medaillenweltausstellung (FIDEM) 2007 in Colorado Springs gezeigt worden. Danach wurde ein Exemplar vom Münzkabinett des British Museums und von der Staatlichen Galerie Moritzburg in Halle/Saale angekauft.
Im Jahr 2018 gehört sie mit einer Medaille zu den TOP TEN des deutschen Medailleurpreises „Johann Veit Döll“ (Artikel in der Zeitschrift NNB 1/19)-.
Im Jahr 2017 gestaltete sie die Jahresmedaille „Johann Joachim Winckelmann“ für die Deutsche Gesellschaft für Medaillenkunst.
2019 erhielt Heidi Wagner-Kerkhof den Hilde-Broër-Preis für ihr Lebenswerk auf dem Gebiet der Medaillenkunst von der Deutschen Gesellschaft für Medaillenkunst und der Kulturgemeinschaft Kressbronn/Bodensee.
Mehrmals wurde sie zum Münzwettbewerb zur Gestaltung einer 10-DM-bzw. 10-€-Münze eingeladen. Heidi Wagner-Kerkhof ist Mitglied in der FIDEM (Fédération Internationale de la Médailles d’Art), in der Deutschen Gesellschaft für Medaillenkunst und gehört dem Künstlerkreis der Berliner Medailleure an.
Heidi Wagner-Kerkhof ist seit 1992 beteiligt in der deutschen Kollektion zur alle 2–3 Jahre stattfindenden Weltmedaillenausstellung der FIDEM, so 1992 in London, 1994 in Budapest, 1996 in Neuchatel, 1998 in Den Haag, 2000 in Weimar, 2002 in Paris, 2004 in Seixal, 2007 in Colorado Springs, 2010 in Tampere, 2012 in Glasgow, 2014 in Sofia, 2016 in Gent/Namur, 2018 in Ottawa/Kanada. Dazu gibt es jeweils einen Katalog.

## Preise
- 1992–1993: 1. Preis im Denkmalswettbewerb der Stadt Hennigsdorf, mit Ausführung
- 1998: 1. Preis bei einem Wettbewerb zur Gestaltung einer Skulptur für das Krankenhaus Oranienburg, mit Ausführung
- 2019: Hilde-Broër-Preis für ihr Lebenswerk in der Medaillenkunst von der Deutschen Gesellschaft für Medaillenkunst und der Kulturgemeinschaft Kressbronn/Bodensee[5]

## Arbeiten im öffentlichen Raum

### Halle
Metallobjekt, 5 m hoch, Stahlrohre, diente als Werbeplastik.

### Hennigsdorf
- „Denkmal 17. Juni 1953 – Herbst 1989“, 1992/93, Material: fränkischer Kalkstein, Stahl; Maße: Stahlwand (1) Höhe 300 cm, Stelen (2) Höhe 250 cm.

Zwischen drei Kalksteinstelen mit der Aufschrift »17. Juni 1953« und einer horizontal und vertikal eingerissenen Stahlwand mit der Aufschrift »Herbst 1989« liegt ein 36 Meter langer Weg, der die Jahre zwischen 1953 und 1989 symbolisieren soll. Am 3. Oktober 1993, dem dritten Jahrestag der deutschen Einheit, wurde auf dem ehemaligen Dorfanger in Hennigsdorf die Denkmalsanlage zu Ehren der 5000 Arbeiter, die am 17. Juni 1953 demonstrierend über Berlin-Spandau nach Ost-Berlin zogen, eingeweiht.

### Oranienburg
- Aufbrechende Pflanze. Bronze für das Krankenhaus Oranienburg, 1998, 2,30 m hoch, Teile poliert, Guss Kunstgießerei Borchardt

## Werke in Sammlungen
Plastische Werke befinden sich im Kloster Unser Lieben Frauen (Plastiksammlung) in Magdeburg, der Lutherhalle Wittenberg und dem Kreismuseum Oranienburg im Schloss Oranienburg.
Sie ist vertreten in den Medaillensammlungen der Museen in:
Berlin (Münzkabinett der Staatlichen Museen), Dresden (Münzkabinett), Gotha (Schloss Friedenstein), Halle Stiftung Moritzburg, Apothekenmuseum Heidelberg, München (Staatliche Münzsammlung), Nürnberg (Germanisches Nationalmuseum), Kremnica (Muzeum „Minci a Medali“) in der Slowakei, Rijksmuseum Leiden (Het Koninklijk Penningkabinet) in den Niederlanden, London (British Museum, Department of Coins and Medals), Nyíregyháza in Ungarn und in Wien (Universitätsarchiv), Museum August Kestner, Hannover
Neben öffentlichen Sammlungen ist sie auch in verschiedenen privaten Sammlungen vertreten, so z. B. in der Sammlung Haupt „30 Silberlinge“, Berlin.

## Ausstellungen (Auswahl)
Abkürzungen: G = Gemeinschaftsausstellung, K = Katalog, E = Einzelausstellung
- 1977/1978, 1982/1983 und 1987/1988, VIII. bis X. Kunstausstellung der DDR in Dresden (G)
- 1980: Junge Künstler der DDR, Frankfurt/Oder, Sport- und Ausstellungszentrum (G)
- 1985 Junge Bildhauer der DDR, Kloster Unser Lieben Frauen Magdeburg (K)
- 1986: Miniatur in der bildenden Kunst der DDR, Fürstenwalde, Altes Rathaus (G)
- 1987 Wirklichkeit und Bildhauerzeichnung, Galerie Rähnitzgasse, Dresden (G, K)
- 1988 VIII Biennale internationale dantesca di Ravenna, Ravenna, Italien (Internationale Biennale für Bronzen und Kleinplastiken) (G, K)
- 1991 Funktie en Vrijheid – Kunstkeramik aus der früheren DDR, Kortemark und Hasselt/Belgien
- 1992  Medaillenkünstlerinnen in Deutschland, Staatliche Galerie Moritzburg Halle (Saale) und Frauenmuseum Bonn (G, K)
- 1993  Wanderausstellung der Lutherhalle Wittenberg, u. a. in Worms, Speyer, Göttingen (K)
- 1994  Kunstverein Aschersleben (E)
- 1995 „The bronze triangle“, Kremnica, Slowakei; Nyíregyháza, Ungarn (G, K)
- 1995–2002 Holder Mammon.., Kunsthof Halberstadt, Domizil Berlin, Galerie Bernau, Galerie Himmelreich Magdeburg, Hallescher Kunstverein, Ernst-Rietschel-Stiftung Pulsnitz, Schloss Schwarzenberg (P)
- 1998 Bagatellen – 5 Künstler in der Galerie Pankow, Kunstverein „Centre Bagatelle“ Berlin (K)
- 1999 BrandenburgArt – Positionen der 90er Jahre, Landesvertretung Brandenburg beim Bund, Bonn, 7. März bis 23. April 1999 (G, K)
- 1999 bauart – Kunst im öffentlichen Raum – Land Brandenburg, Museum Junge Kunst, Frankfurt (Oder), 11. Juli 1999 bis 22. August 1999 (G, K)
- 2000/01 Deutsche Medaillenkunst im 20. Jahrhundert, Gotha, Germanisches Nationalmuseum Nürnberg (G, K)
- 2001 Heidi Wagner-Kerkhof, Hannes H. Wagner: Tangenten. Plastik und Malerei., vom 13. Mai bis 8. Juli 2001. Galerie Kunstflügel, Rangsdorf bei Berlin (E)
- 2001/02 „Preußisch“-Blau, Potsdam, Rheinsberg (G, K)
- 2004 Galerie Himmelreich, Magdeburg (mit Renate Brömme) (E)
- 2005 Skulpturen im Felsenpark, Kunstverein „Talstrasse“, Halle (Saale) (G, K)
- 2007 Heidi Wagner-Kerkhof: Bildhauerarbeiten – Hannes H. Wagner: Malerei und Grafik. Personalausstellungen zum 85. Geburtstag von Hannes H. Wagner. Galerie Dr. Stelzer und Zaglmaier, Halle (Saale)  (E)
- 2010/2011 Das Phänomen des Raumes: auf den Spuren hallescher Bildhauertradition. Kunstverein „Talstrasse“, Halle/Saale; Kunstforum Halle/Saale.[13] (G, K)
- 2012 Hannes H. Wagner: Malerei und Grafik und Heidi Wagner-Kerkhof: Plastik Personalausstellungen, Galerie Stelzer und Zaglmaier, Halle (Saale) (E), (P)
- 2014 Hannes H. Wagner: Grafik und Heidi Wagner-Kerkhof: Plastik Kabinettausstellung, Willi-Sitte-Galerie, Merseburg (E)
- 2014 Gold gab ich für Eisen, Münzkabinett Staatliche Museen zu Berlin, (G, K)
- 2015: 50 von 100. Wege des BURG-Jahrgangs 1965, Kunstverein Talstraße Halle/Saale (G)
- 2015 Anja Daniela Wagner-Fotografie, Heidi Wagner-Kerkhof-Plastik, Galerie Zaglmaier, Halle (E)
- 2016 Skulpturen Medaillen Plastiken , Stadtarchiv Halle vom Halleschen Kunstverein (E) (K)
- 2016/17 Muse Macht Moneten, Münzkabinett Staatliche Museen zu Berlin, (G, K) und 2018 Speyer, Volksbank
- 2018  Porträts kluger Frauen, Humboldtuniverstät Berlin, Kustodie, (G, K)
- 2018  Menschenbilder, Porträts von der Antike bis zur Gegenwart, Münzkabinett, Bode-Museum Berlin, (G)
- 2021  Hilde-Broër-Preis, Ausstellung der Preisträger von 2015-2021, Galerie in der Lände, Kressbronn/Bodensee (G)
- 2021  Merseburger Sprüche und Sprünge Hommage auf den Realismus, Willi-Sitte-Galerie Merseburg (G, K)
- 2021  Hand Große Kunst, Staatliche Münzsammlung München, (G, K), ab 2022 im Münzkabinett Staatliche Museen zu Berlin
- 2022  Medaillen-Reliefs en miniature, RealismusGalerie, Berlin (G, K)